# Södra Mellby
Södra Mellby är en småort i Simrishamns kommun och kyrkby i Södra Mellby socken på Österlen belägen vid Riksväg 9 belägen strax söder om Kivik. Här finns bland annat Södra Mellby kyrka och ett litet bageri.

## Historia
Byn har en historia som kunnat spåras bakåt i tiden till 1100-talet men av den tiden finns inte längre några spår. Mellby skrevs i mitten på 1300-talet som Medelby. Södra Mellby utseende ändrade delvis sin karaktär och utseende vid enskiftesförrättningen 1806-11. Ett flertal gårdar flyttades ut och längs den slingande bygatan byggdes gatuhus som kom att bebos av hantverkare och handelsmän. Unikt är att det idag finns ett par gårdar kvar i byn och gatubilden påminner om 1800-talet. Ända in på 1930-talet utgjordes halva byns befolkning av jordbruksarbetare, resten var handlare och hantverkare.

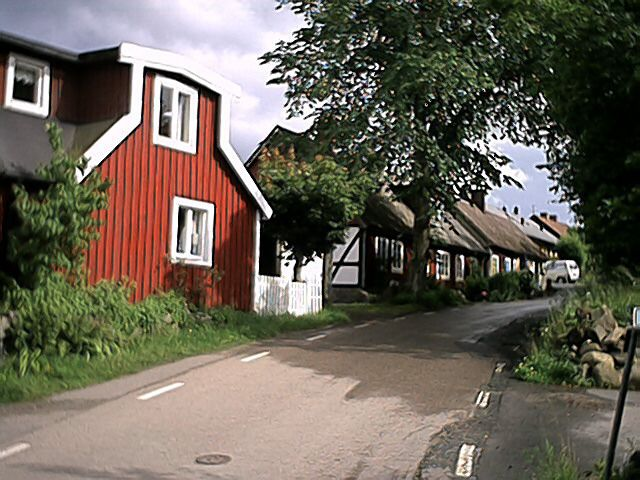
Gata i Södra Mellby. Mellbybagaren skymtas längst upp i gatan.

## Samhället
Även om bybornas uppgifter nu är helt annorlunda så har Södra Mellby bevarat mycket av sitt utseende från åren efter enskiftesförrättningen. Bland verksamheter i Södra Mellby återfinna Mellbybagaren som grundades 1885 och som är tilldelad gastronomiska akademins diplom, 

## Kultur i Södra Mellby
Österlen är känt för sina konstnärer och då speciellt i Södra Mellbys omnejd.
Mellby atelier är en kringbyggd gård i Södra Mellby. Gården är sedan mitten av 1980-talet förknippad med konst och klassisk musik. Här arrangeras akvarellkurser, men även klassiska ateliekonserter. 
På Ateljé Ekberga arrangeras det konstutställningar och akvarellkurser. Den pittoreska fyrlängade skånegården med vasstak är belägen i byn och har sitt ursprung från mitten av 1800-talet.